# Lillian Lawrence
Lillian Lawrence (Alexandria, 17 febbraio 1868 – Beverly Hills, 7 maggio 1926) è stata un'attrice teatrale statunitense che, dal 1915 al 1925, lavorò anche per il cinema.
Anche sua figlia Ethel Grey Terry fu un'attrice molto popolare.

## Filmografia
- The Galley Slave, regia di J. Gordon Edwards (1915)
- A Fallen Idol, regia di Kenean Buel (1919)
- The Social Pirate, regia di Dell Henderson (1919)
- Love and the Woman, regia di Tefft Johnson (1919)
- Black Is White, regia di Charles Giblyn (1920)
- Risky Business, regia di Harry B. Harris, Rollin S. Sturgeon (1920)
- Making the Grade, regia di Fred J. Butler (1921)
- A Parisian Scandal, regia di George L. Cox (1921)
- A Girl's Desire, regia di David Divad (1922)
- East Is West, regia di Sidney Franklin (1922)
- White Shoulders, regia di Tom Forman (1922)
- The Voice from the Minaret, regia di Frank Lloyd (1923)
- Crinoline and Romance, regia di Harry Beaumont (1923)
- Senti, amore mio (The Three Ages), regia di Buster Keaton, Edward F. Cline (1923)
- L'amante del cuore (The Common Law), regia di George Archainbaud (1923)
- Fashionable Fakers, regia di William Worthington (1923)
- Christine of the Hungry Heart, regia di George Archainbaud (1924)
- Graustark, regia di Dimitri Buchowetzki (1925)
- Stella Maris, regia di Charles J. Brabin (1925)